# 福島県住宅供給公社
福島県住宅供給公社（ふくしまけんじゅうたくきょうきゅうこうしゃ）は、かつて福島県に存在した地方住宅供給公社である。

## 概要
1957年財団法人福島県住宅供給公社として発足。地方住宅供給公社法に基づき1965年に福島県住宅供給公社に組織変更。分譲住宅事業及び宅地分譲事業等を行ってきたが、民間住宅や住宅ローン制度が充実したことにより公社の存在意義が薄れ、2009年3月31日をもって解散した。

## 沿革
- 1957年4月25日 - 財団法人福島県住宅供給公社として発足。
- 1965年10月1日 - 地方住宅供給公社法に基づき、「福島県住宅供給公社」に組織変更。
- 2009年3月14日 - 福島市の福島テルサで解散式。関係者約80人が集う。
- 2009年3月31日 - 解散。

## 主な宅地
- 蓬萊団地（福島市）
- 郡山東部ニュータウン（郡山市）
- 松長団地（会津若松市）
- 刈敷田（相馬市）
- 北町ニュータウン（南相馬市）
- ふたばパークヒルズ（双葉町）
- コモンシティ土瓜（福島県郡山市土瓜, 積水ハウスと, 基本計画者は積水ハウス、1987年）